# Sonata per violino e pianoforte (Franck)
La Sonata per violino e pianoforte in La maggiore è stata scritta da César Franck nell'estate del 1886 e terminata il 28 settembre, mentre era in vacanza a Combs-la-Ville. La prima esecuzione avvenne il 16 dicembre 1886 al Cercle Artistique Royal Gaulois di Bruxelles e fu eseguita dal dedicatario Eugène Ysaye e dalla pianista Léontine-Marie Bordes-Pène.
La composizione è uno dei primi esempi di sonata ciclica: il tema principale, esposto dal violino nel primo tempo dopo quattro battute di introduzione del pianoforte, è riproposto, rielaborato variamente, in tutti e quattro i tempi, così come molti altri frammenti tematici. La tonalità della sonata è La maggiore, ma il secondo e il terzo tempo sono in tonalità differenti da questa.
Nell'ambito della musica cameristica questa sonata di Franck è spesso considerata un capolavoro per la grande espressività, il senso della misura, l'intensità lirica e la struttura formale. Fra coloro che subirono il fascino della composizione fin dal primo ascolto vi fu anche Marcel Proust: secondo vari studiosi la sonata è stata d'ispirazione allo scrittore, soprattutto per via della sua ciclicità, per il suo romanzo Alla ricerca del tempo perduto e in particolare per la sonata di Vinteuil, un'opera immaginaria notevolmente simile a quella di Franck.

## Struttura e analisi
- Primo tempo Allegretto ben moderato (La maggiore)
- Secondo tempo Allegro (Re minore) Quasi lento. Tempo I
- Terzo tempo Recitativo-Fantasia: Ben moderato. Largamente con fantasia (La minore)
- Quarto tempo Allegretto poco mosso (La maggiore)

### Primo tempo
La sonata si apre con quattro battute di introduzione affidate al pianoforte, che suona accordi spezzati di nona di dominante. Il violino entra alla quinta battuta, con un tema sognante ed etereo, dal caratteristico andamento prima ascendente e poi discendente. Il tempo è un Allegretto ben moderato. La scrittura fortemente cromatica di Franck caratterizza l'intero tempo, estremamente modulante e, in alcuni casi, addirittura tonalmente ambiguo. Al pianoforte solo sono affidati alcuni brani di arpeggi modulanti, alla fine di passi importanti del tempo (ad esempio alla fine dell'esposizione).

### Secondo tempo
Il secondo tempo, un Allegro, è in Re minore (anche se conclude in un luminoso Re maggiore). L'inizio, travolgente nella sua trascinante intensità, è di nuovo affidato al pianoforte, che dopo tre battute di introduzione (arpeggi dell'accordo di nona di dominante) sfocia nel potente tema acefalo. Lo stesso tema viene poi ripreso dal violino e l'intera condotta del tempo è una forma di sonata (per quanto molto allargata e libera). Il contrasto tra il primo tema e il secondo, malinconico e disperato e le varie sezioni della sonata, a loro volta contrastanti, è marcato e caratteristico di questo tempo. Il tema iniziale è ripreso prima della chiusura, espresso da entrambi gli strumenti, elaborato estremamente e a stento riconoscibile, intensificato per rendere più potente la liberazione finale sui due accordi di Re maggiore.

### Terzo tempo
Il terzo tempo (non in un'unica tonalità) è un Recitativo-Fantasia. Le lunghe e rapsodiche cadenze del violino sono intervallate, nella prima sezione, dal tema ciclico espresso dal pianoforte solo. La seconda sezione affida al violino, accompagnato da arpeggi in terzine del pianoforte, un nuovo tema (che sarà poi ripreso nel quarto tempo) rielaborato più volte all'interno del tempo. L'intero tempo, fortemente modulante, ha il sapore di una preghiera disperata, contrastata da un destino avverso e drammatico. Tragica è la conclusione, che, dopo un fugace momento di luce (l'ultima frase), modula bruscamente nella tetra tonalità di Fa diesis minore.

### Quarto tempo
L'ultimo tempo, in La maggiore, fa da contraltare alla tragica malinconia del terzo tempo, e chiude la sonata con la liberazione, tonale ed emotiva, dell'intera composizione. La scrittura, che denota una grande maestria contrappuntistica del compositore, è in gran parte costituita da un canone tra il pianoforte e il violino, che esprimono il tema ciclico, il quale però stavolta è rielaborato e reso sereno e luminoso. Il secondo tema, espresso per la prima volta nel terzo tempo, è accompagnato dallo strumento che non lo sta esponendo, da figurazioni melodiche di ampio respiro. La forma è quella di sonata, e il percorso tonale quello classico (dalla tonica alla dominante, poi di nuovo alla tonica). Prima della chiusura viene presentato due volte un episodio drammatico (introdotto da un irriconoscibile frammento della testa del tema), fortemente modulante e, probabilmente, la parte più intensa dell'intero pezzo. Il tempo è, in questo episodio (e specialmente nella sua seconda esposizione) fortemente allargato e poi estremamente dilatato. Passando prima per la serena tonalità di Do maggiore, il tempo conclude nella tonalità di impianto di La maggiore, con un procedimento molto simile alla chiusura del secondo tempo della stessa sonata.
Esistono moltissime incisioni della sonata, tra cui quelle di Henryk Szeryng con Mindru Katz, Christian Ferras con Pierre Barbizet, David Oistrakh con Sviatoslav Richter, dei fratelli Menuhin e un'interessante versione live, da un recital alla Carnegie Hall, di Ruggiero Ricci con Martha Argerich.
Nel 1971 il flautista Jean-Pierre Rampal realizzò una versione per flauto di questa Sonata.